# Elecciones generales de Paraguay de 2003
Las elecciones generales de Paraguay de 2003 son el cuarto evento electoral nacional que se realiza en dicho país desde el golpe de Estado que puso fin a la dictadura de Alfredo Stroessner en febrero de 1989. Según su organización política, en las elecciones nacionales se eligen presidente, vicepresidente, senadores, diputados y los gobernadores de los departamentos.
El Tribunal Superior de Justicia Electoral (TSJE) tuvo a su cargo la planificación y la organización de estos comicios. Cabe destacar que es la primera elección en la historia paraguaya en la que se habilitaron urnas electrónicas para: 1; tecnologizar el sistema electoral y 2; para el desbloqueo de listas sábanas. De los 2.405.108 electores habilitados 1.102.225 fueron habilitados para votar en urnas electrónicas sólo participaron 740.474 de los habilitados representando un 67.18% de os habilitados.
Un 1.302.854 eran habilitados en el voto por papeleta.

## Resultados

### Presidente y Vicepresidente
| Lista | Partido                                     | Dupla Presidencial                                   | Sigla | Total de votos   | Porcentaje |
| ----- | ------------------------------------------- | ---------------------------------------------------- | ----- | ---------------- | ---------- |
| 1     | Partido Colorado (Paraguay)                 | Nicanor Duarte Frutos y Luis Castiglioni             | ANR   | 574.232          | 37.18%     |
| 2     | Partido Liberal Radical Auténtico           | Julio César Franco y Eligio Campuzano                | PLRA  | 392.564          | 24.03%     |
| 5     | Partido Humanista Paraguayo                 | Teresa Notario y Armando Caceres                     | PHP   | 1.196            | 0,08%      |
| 6     | Partido Patria Libre (Paraguay)             | Tomás Zayas y Aurora Montiel                         | PPL   | 4.559            | 0,29%      |
| 8     | Partido Patria Querida                      | Pedro Fadul y Daniel Codas                           | MPQ   | 308.916          | 21.15%     |
| 9     | Partido Encuentro Nacional                  | Diego Abente Brun y Maria Elena Araujo               | PEN   | 8.745            | 0,57%      |
| 10    | Unión Nacional de Ciudadanos Éticos         | Guillermo Sanchez Guffanti y Víctor Sánchez Villagra | UNACE | 295.391          | 13.50%     |
| 12    | Frente Amplio (Paraguay)                    | Pedro Almada Galeano y Federico Santos Nuñez         | PFA   | 1.443            | 0,09%      |
| 50    | Movimiento Fuerza Democrática Independiente | Guillermo Hellmers y Maria Cano Radil                | MFDI  | 1.370            | 0,09%      |
|       |                                             |                                                      |       | Nulos: 24.015    | 1.55%      |
|       |                                             |                                                      |       | Blanco: 22.977   | 1,49%      |
|       |                                             |                                                      |       | Total: 1,546,192 | 64.3%      |

### Senadores, Diputados y Gobernaciones
|         |          |                                 |
| ------- | -------- | ------------------------------- |
| ANR:16  | ANR:37   | ANR:11                          |
| PLRA:12 | PLRA:21  | PLRA:5                          |
| UNACE:7 | UNACE:10 | Movimiento Reacción Ciudadana:1 |
| MPQ:7   | MPQ:10   |                                 |
| PPS:2   | PPS2:    |                                 |
| PEN:1   |          |                                 |